# Cristiano Bortone
Cristiano Bortone (Roma, 2 luglio 1968) è un regista cinematografico, produttore cinematografico e sceneggiatore italiano.
Attivo in Italia e all’estero, negli anni ha diretto e prodotto lungometraggi, documentari e programmi televisivi. Alcuni dei suoi lavori hanno fatto esordire nuovi autori o interpreti come Francesco Munzi, Davide Marengo, Claudio Noce, Valentina Cervi, Guglielmo Scilla. Nel corso della sua carriera ha vinto numerosi premi, tra cui figurano il Premio David Giovani ai David di Donatello 2007  per il film Rosso come il cielo, il premio come Miglior regia al Bari international film festival 2024 (Bif&st) per il film Il mio posto è qui, e come Miglior produttore la candidatura ai Nastri d’argento 2006 per il film Saimir e ai David di Donatello 2016 per il film Caffè.

## Biografia
Finito il liceo si trasferisce negli Stati Uniti per frequentare il corso di studi in cinema alla University of Southern California. Si laurea nel 1991 alla New York University in regia e produzione cinematografica e televisiva.

### Carriera
Tornato in Italia fonda nel 1992 la società Orisa Produzioni. 
Il suo primo film Oasi, interpretato da Henry Arnold e da Valentina Cervi ai suoi esordi, viene presentato alla Mostra del cinema di Venezia del 1994 ma non riscuote successo e non viene distribuito in sala.
È del 2000 Sono positivo, commedia nera sul tema dell'AIDS, tratto dalla commedia Ciò l'aids di Giuseppe Pasculli. Il film è Evento Speciale del World Gay pride di Roma e al São Paulo International Film Festival.
Nel 2002 Bortone e Daniele Mazzocca realizzano L'erba proibita, film documentario sulla marijuana con la partecipazione di comici come Dario Fo, David Riondino e Paolo Rossi. Parallelamente continua l'attività di Bortone come produttore. Nel 2006 viene candidato ai Nastri d'argento come miglior produttore per il film Saimir, opera prima di Francesco Munzi.
Nel 2006 il suo nuovo film Rosso come il cielo, ispirato alla vita del montatore del suono Mirco Mencacci, viene presentato nella sezione "Alice nella Città" della prima Festa del cinema di Roma. Il film inizia una vasta distribuzione internazionale, vince più di 25 premi in festival cinematografici internazionali tra cui San Paulo International Film Festival, Sydney Film Festival, Durban International Film Festival, Cinekid Amsterdam International Film Festival, Hamburg Kinder Film Festival, Montreal Youth Film Festival , Isfahan (Iran), San Luis International Film Festival (Argentina), Palm Beach International Film Festival, Palm Springs ed è venduto in diversi paesi in tutto il mondo. In Giappone il film è adattato in forma di romanzo. In Cina è stato distribuito con il titolo 听见天堂 con una valutazione di 8.8 da parte degli utenti del popolare sito di film Douban. 
Bortone collabora alla sceneggiatura della miniserie Moana (2009) prodotta da Sky Italia dalla quale viene allontanato per divergenze con la produzione e la linea editoriale. Sempre nel 2009 co-produce con CWP Films e Constantin Film la commedia Indovina chi sposa mia figlia! (Maria, ihm schmeckt's nicht!) con Lino Banfi e Sergio Rubini, che in Germania supera 1,5 milioni di spettatori.
Nel 2009 al 2011 è docente di Regia al alla scuola di cinema ACT Multimedia di Cinecittà.
Nel 2012 Bortone torna alla regia con 10 regole per fare innamorare, interpretato da Vincenzo Salemme e la giovane star del web Guglielmo Scilla. Il film è anche un libro pubblicato da Feltrinelli e viene adattato in un remake nella Repubblica Ceca.
Nello stesso anno Bortone co-produce con Eyeworks e la società dei Fratelli Dardenne il film del regista Stijn Coninx Marina, storia sull'emigrazione italiana e sulla musica degli anni cinquanta con Donatella Finocchiaro e Luigi Lo Cascio. Il film, con più di 500.000 presenze, diventa uno dei più grandi incassi della storia del cinema fiammingo.
Nel 2014 è fondatore e Managing director dell’associazione di produttori euro-asiatici Bridging Visions (già Bridging the dragon) , partner ufficiale di numerosi festival e fondi fra cui l'European Film Market e del Marché du Film di Cannes e attiva nel favorire la collaborazione tra Europa e Asia.  Nel corso degli anni e attraverso le numerose attività dell’organizzazione Bortone è emerso come uno dei maggiori esperti europei di questo settore.
Nel 2015 torna a produrre un'opera prima, il film The Habit of Beauty del regista italo-inglese Mirko Pincelli. Ambientata fra Londra e Trento, il film è interpretato da Francesca Neri e Vincenzo Amato.
Nel 2016 presenta il film come regista Caffè, con Ennio Fantastichini, Zhuo Tan e la star belga Koen de Bouw. Il film è la prima co-produzione ufficiale tra Italia e Cina. È stato presentato come Evento Speciale durante le Giornate degli autori, al Beijing international film festival e candidato ai China Media awards del Festival internazionale di Shanghai.  Per il film è stato nominato ai David di Donatello come Miglior produttore.
Nel 2020 ha iniziato la produzione del film La ricetta italiana, di nuovo una coproduzione tra Italia e Cina. È una commedia romantica diretta dalla regista Zuxin Hou e interpretata dall'attrice Yao Huang. Il coproduttore cinese è la comedy house Kaixin Mahua, dietro ad alcuni dei più grandi blockbuster cinesi degli ultimi anni. Il film è stato film di apertura dell’Udine Far East film festival ed è stato distribuito con successo in Cina.
Nel 2021 viene annunciato che produrrà in Cina un film basato sul libro Cento giorni di felicità di Fausto Brizzi.
Il suo film Il mio posto è qui (2024) con Ludovica Martino e Marco Leonardi e tratto dal romanzo di Daniela Porto (Sperling & Kupfer), che ne firma anche la co-regia ha vinto il premio come Miglior Regia e Miglior Attrice al Bif&st ed è stato Evento speciale al Lovers Film Festival. Per il film i due interpreti hanno anche vinto il Premio Nuova IMAIE ai Nastri d’argento 2024. Il film è uscito in sala in Italia distribuito da Adler Entertainment e ha avuto un coro unanime di critiche positive.
Nel 2024 ha prodotto il film documentario Altri Animali diretto da Guido Votano ed incentrato sulle figure dei noti veterinari sardi Monica Pais e Paolo Briguglio.
Bortone è membro dell'Atelier du Cinema Européen (ACE), dell'European Film Academy, Bortone ha insegnato in diverse scuole di cinema come la Beijing Film Academy. Ha tenuto seminari come quello sulla scrittura di film per bambini al Cinekid Festival nel 2008. È stato tutor per il programma di sviluppo della scrittura organizzato dal SESC di Rio de Janeiro e per FIRST film festival.
È stato consulente del programma MEDIA - Europa Creativa e relatore sul mercato cinematografico cinese in numerosi workshop e panel.

## Filmografia

### Regia

#### Lungometraggi
- Oasi (1994)
- Sono positivo (2000)
- L'erba proibita (2002)
- Rosso come il cielo (2006)
- 10 regole per fare innamorare (2012)
- Caffè (2016)
- Il mio posto è qui, co-regia con Daniela Porto (2024)

#### Documentari
- L'odore della terra (2010)
- Kampi ya Kanzi - Un modello sostenibile (2003)
- Noir Mediterraneo (2002)
- Robin Hood di fine millennio (2000)
- Nati sotto il segno del leone (1998)
- Ritratti d'autore - Joe D'Amato (1998)

#### Cortometraggi
- L'uomo dei guanti (1992)
- By the Side of the Road (1990)
- Loisaida (1990)

### Sceneggiatore
- Oasi (1994)
- Sono positivo (2000)
- Rosso come il cielo (2006)
- 10 regole per fare innamorare, con Fausto Brizzi (2012)
- Caffè (2016)
- Il mio posto è qui, con Daniela Porto (2024)

### Produttore

#### Lungometraggi[20]
- Oasi, regia di Cristiano Bortone (1994)
- Sono positivo, regia di Cristiano Bortone (2000)
- Saimir, regia di Francesco Munzi (2004)
- Rosso come il cielo, regia di Cristiano Bortone (2006)
- Indovina chi sposa mia figlia!, regia di Neele Leana Vollmar (2009)
- 10 regole per fare innamorare, regia di Cristiano Bortone (2012)
- Marina, regia di Stijn Coninx (2013)
- Caffè, regia di Cristiano Bortone (2016)
- The Habit of Beauty, regia di Mirko Pincelli (2017)
- La ricetta italiana - The Italian recipe regia di Zuxin Hou (2020)
- Altri Animali, regia di Guido Votano (2024)

#### Documentari[20][21]
- La Notte di Totò - Autoritratto di un Terrorista a Pezzi regia di Guido Votano (2003)
- Altri occhi regia di Guido Votano (2004)
- La città che corre - Storie e luoghi di sport a Torino  di Enrico Verra (2006)

#### Cortometraggi[20]
- La stretta di mano (2003)

## Riconoscimenti
- Mostra Internacional de Cinema de São Paulo
  - 2006 – Premio Migliore Film Straniero per Rosso come il cielo
- Ale Kino! – International Young Audience Film Festival
  - 2007 – Miglior Film per Rosso come il cielo
- BAFF – Busto Arsizio Film Festival
  - 2007 – Premio "Faciba" del Pubblico per Rosso come il cielo
- Bobbio Film Festival
  - 2007 – Premio del Pubblico per Rosso come il cielo
- Ciak D'oro 
  - 2007 – Candidatura al Ciak d'oro Mini/Skoda Bello & Invisibile per Rosso come il cielo
- David di Donatello
  - 2007 – Premio David Giovani a Cristiano Bortone
  - 2007 – Premio del Pubblico Migliore Film per Rosso come il cielo
  - 2017 – Nomination Miglior Produzione a Cristiano Bortone per Caffè

- Durban International Film Festival
  - Premio del Pubblico per Rosso come il cielo

- Clorofilla Film Festival
  - 2007 – Premio Migliore Film per Rosso come il cielo
- International Young Audience Film Festival Ale Kino!
  - 2007 – Premio della giuria dei bambini e degli adolescenti nella categoria Live Action per Rosso come il cielo
- Real to Reel Film and Video Festival
  - 2007 – Miglior lungometraggio per Rosso come il cielo
- Festival Internacional de Cine de San Luis Potosí
  - 2008 – Miglior regista a Cristiano Bortone
  - 2008 – Miglior film per Rosso come il cielo
- Isfahan International Festival of Films for Children & Young Adults
  - 2008 –  Premio Farfalla d'oro per la Migliore sceneggiatura per Rosso come il cielo con Paolo Sassanelli e Monica Zapelli
  - 2008 –  Premio C.I.F.E.J. per Rosso come il cielo
- International Festival of Films for Children and Young Adults
  - 2008 – Best Screenplay a Cristiano Bortone, Monica Zapelli, Paolo Sassanelli
- Italian Film Festival USA 
  - 2008 – Miglior film per Rosso come il cielo
- Palm Beach International Film Festival
  - 2008 – Miglior film di un lungometraggio a Cristiano Bortone per Rosso come il cielo
  - 2008 – Miglior film per Rosso come il cielo
- St. Louis Italian Film Festival
  - 2008 – Premio Migliore Film per Rosso come il cielo
- Sydney International Film Festival
  - 2008 – Premio del pubblico Feature at State Theatre per Rosso come il cielo
- Würzburg International Filmweekend
  - 2008 – Children's Film Award per Rosso come il cielo
- Nastro d'argento
  - 2016 – Candidatura al miglior produttore a Daniele Mazzocca, Cristiano Bortone, Gianluca Arcopinto per Rosso come il cielo
  - 2016 – Candidatura al Migliore Montaggio a Roberto Missiroli, Cristiano Bortone, Daniele Mazzocca e Gianluca Arcopinto per Saimir
  - 2006 - Candidatura al Miglior Produttore per Saimir
- Beijing International Film Festival
  - 2017 – Candidatura al Premio Tiantian per il Miglior film per Caffè
- Shanghai International Film Festival
  - 2017 – Candidatura al China Movie Channel Media Award per Caffè

- David di Donatello
  - 2017 – Candidatura come Miglior produttore per Caffè

- Bif&st
  - 2024 - Premio Giuliano Montaldo per la Miglior Regia a Daniela Porto e Cristiano Bortone per Il mio posto è qui

- On Set Film Festival
  - 2024 - Premio Migliore Film per Il mio posto è qui

- Iconic Film Festival 
  - 2024 - Premio Migliore Lungometraggio per Il mio posto è qui

- Festival Del Cinema Italiano
  - 2024 - Premio Stella d’Argento Migliore Regia a Daniela Porto & Cristiano Bortone per Il mio posto è qui
  - 2024 - Premio Migliore Sceneggiatura a Daniela Porto & Cristiano Bortone per Il mio posto è qui

- Inventa Un Film Festival
  - 2024 - Premio Dario Gorini Migliore Sceneggiatura a Daniela Porto & Cristiano Bortone per Il mio posto è qui
  - 2024 - Premio della Critica SNCCI per Il mio posto è qui
  - 2024 - Primio Premio "Oro Invisibile" per Il mio posto è qui

- Tropea Film Festival
  - 2024 - Premio Migliore Lungometraggio per Il mio posto è qui

- Salento International Film Festival SIFF
  - 2024 - Premio Migliore Film per Il mio posto è qui
  - 2024 - Premio Migliore Sceneggiatura a Daniela Porto & Cristiano Bortone per Il mio posto è qui

- Castiglione del Cinema Film Festival
  - 2024 - Premio del Pubblico per Il mio posto è qui

- Rencontres du Cinema Italien a Toulouse
  - 2024 - Menzione speciale per Il mio posto è qui